# НЕРИТ
Новое греческое радио, интернет и телевидение (греч. Νέα Ελληνική Ραδιοφωνία, Ίντερνετ και Τηλεόραση, сокр. NERIT, греч. ΝΕΡΙΤ) — греческая государственная телерадиокомпания в 2013-2015 гг.

## История

### ΕΔΡΤ (2013 - 2014)
10 июля набранные Министерством экономики журналисты начала вещание на частоте ЕТ 1 под логотипом ΕΔΤ (греч. Ελληνική Δημόσια Τηλεόραση - "Греческое общественное телевидение"), позднее под логотипом ΔΤ (греч. Δημόσια Τηλεόραση - "Общественное телевидение"), позднее ими был запущен сайт "hprt.gr" (Hellenic Public Radio and Television, Ελληνική Δημόσια Ραδιοφωνία Τηλεόραση, ΕΔΡΤ). 27 июля 2013 года новый журналистский коллектив был оформлен в государственную телерадиокомпанию NERIT (греч. Νέα Ελληνική Ραδιοφωνία, Ίντερνετ και Τηλεόραση - "Новое греческое радио, интернет и телевидение"), 23 сентября она на частоте ЕРА Πρώτο Πρόγραμμα была запустила радиостанцию ΔΡ Πρώτο Πρόγραμμα (греч. Δημόσια Ραδιοφωνία - "Общественное радиовещание"), 17 декабря на частоте ЕРТ HD был запущен телеканал ΔΤ HD. 15 декабря 2014 года ΔΡ на частоте ЕРА 2 запустила радиостанцию ΔΡ Δεύτερο Πρόγραμμα. 18 апреля 2014 года ΔΤ на частоте NET запустила телеканал ΔΤ 2, однако на следующий день его вещание прекратилось. 

### NERIT (2014 - 2015)
4 мая 2014 г. ΔΤ был переименован в NERIT 1, ΔΤ HD в ΝΕΡΙΤ HD, ΔΡ Первая программа в ΝΕΡΙΤ Πρώτο Πρόγραμμα, ΔΡ Вторая программа в ΝΕΡΙΤ Δεύτερο Πρόγραμμα, ΔΡ Третья программа в ΝΕΡΙΤ Τρίτο Πρόγραμμα, на частоте 102 FM была запущена радиостанция ΝΕΡΙΤ Μακεδονίας. 12 июня 2014 года ΝΕΡΙΤ возобновило вещание ΔΤ 2 под названием ΝΕΡΙΤ Sport, 1 июля - на частоте ЕРА Kosmos радиостанцию ΝΕΡΙΤ Kosmos. 1 января 2015 года ΝΕΡΙΤ Sport был переименован в ΝΕΡΙΤ Plus.  28 апреля 2015 года Греческим парламентом было принято решение о возобновлении вещания ERT. В ночь с 10 на 11 июня все телеканалы и радиостанции НЕРИТ прекратили вещание, их частоты перешли к вновь к ERT.

## Телеканалы и радиостанции

### Телеканалы
- ΝΕΡΙΤ 1 - информационно-развлекательный телеканал
- ΝΕΡΙΤ Plus - развлекательный телеканал
- ΝΕΡΙΤ HD - HD-дубль ΝΕΡΙΤ 1

Были доступны через DVB-T (LCN 1, 2, 52, 1-й мультиплекс NERIT), DVB-S и IPTV (LCN 1, 2 и 52) и web-tv (сайт nerit.gr).

### Радиостанции
- ΝΕΡΙΤ Πρώτο Πρόγραμμα - информационно-развлекательная радиостанция
- ΝΕΡΙΤ Δεύτερο Πρόγραμμα - развлекательная радиостанция
- ΝΕΡΙΤ Τρίτο Πρόγραμμα - развлекательная радиостанция
- ΝΕΡΙΤ Kosmos - развлекательная радиостанция
- ΝΕΡΙΤ Μακεδονίας - македонская региональная развлекательная радиостанция

Были доступны через FM, DVB-T (1-й мультиплекс NERIT), DVB-S, IPTV, web-tv (сайт nerit.gr), ΝΕΡΙΤ Πρώτο Πρόγραμμα также через AM.

### Интернет-портал
- сайт nerit.gr, через него осуществлялось потоковое вещание, программа передач и новости в текстовом виде
- канал на youtube, репортажи из выпусков новостей
- страница в facebook, новости в текстовом виде
- страница в twitter, новости в текстовом виде